# Université Saint-Clément-d'Ohrid de Sofia
L'université Saint-Clément-d'Ohrid de Sofia (en bulgare : Софийски университет „Свети Климент Охридски”, translittération scientifique internationale Sofijski universitet „Sveti Kliment Ohridski”, souvent abrégé en СУ/SU) est le plus ancien établissement d'enseignement supérieur de Bulgarie. Elle a été créée le 1er octobre 1888 par décision de l’Assemblée nationale de Bulgarie, tout d’abord sous forme d’établissement supérieur de pédagogie. L’aile centrale du bâtiment principal de l’université de Sofia a été construit grâce à une donation des frères Evlogui Georguiev et Hristo Gueorguiev, entrepreneurs et mécènes bulgares. Des statues les représentant ornent l’entrée principale. L’établissement est composé de seize facultés et trois départements, ainsi que d’autres structures indépendantes telles que la bibliothèque universitaire et une maison d’édition et d’autres centres d’enseignement et de recherche. Son parc immobilier est composé de huit implantations principales.

## Histoire

### Débuts modestes

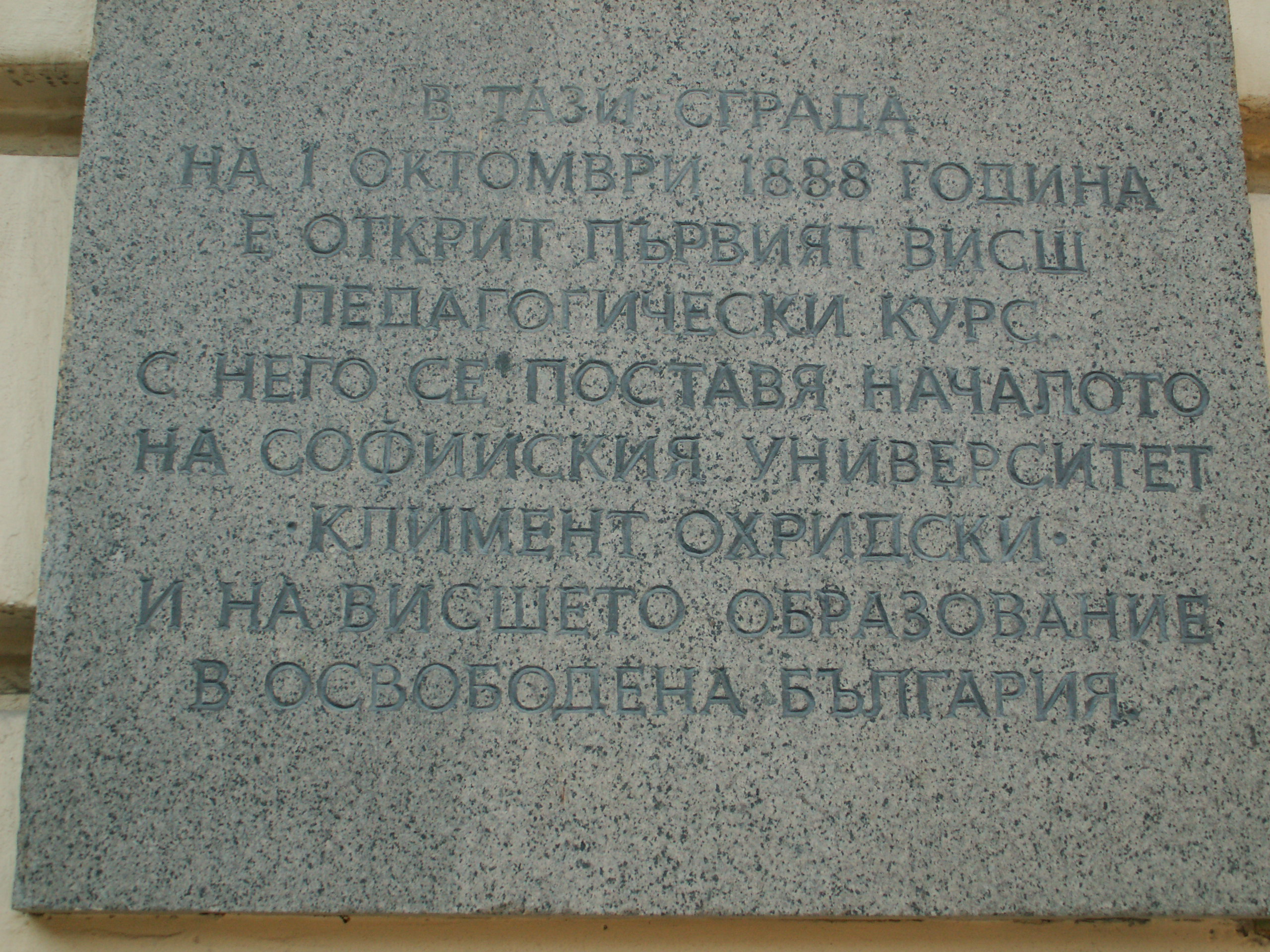
Plaque commémorative sur l'actuel bâtiment de la faculté de journalisme et de communication de masse : « Dans ce bâtiment, le 1er octobre 1888, fut inauguré le premier cours supérieur pédagogique. Il posa les jalons de l'université de Sofia Saint-Clément-d'Ohrid, ainsi que ceux de l'enseignement supérieur dans la Bulgarie libérée ».

L’université Saint-Clément-d’Ohrid a été fondée le 1er octobre 1888, soit 10 ans après la libération de la Bulgarie qui mit fin à la domination ottomane. L’idée d’une université nationale était déjà ancienne chez les patriotes bulgares. Elle fut créée comme école pédagogique, dans le but de former les enseignants dont le jeune État avait besoin. Pendant la première année de fonctionnement, l’établissement accueillit 49 étudiants, assistant aux cours de 7 enseignants, surnommés « les sept nouveaux saints » (par référence aux sept saints principaux de l’Église orthodoxe bulgare) : Aleksandăr Teodorov-Badan, Ljubomir Miletič, Ivan Georgov, Nikola Mihajlovski, Josif Kovačev, Stanimir Stanimirov et Ivan Danev. Ils élurent le philologue Aleksandăr Teodorov-Badan comme premier recteur.

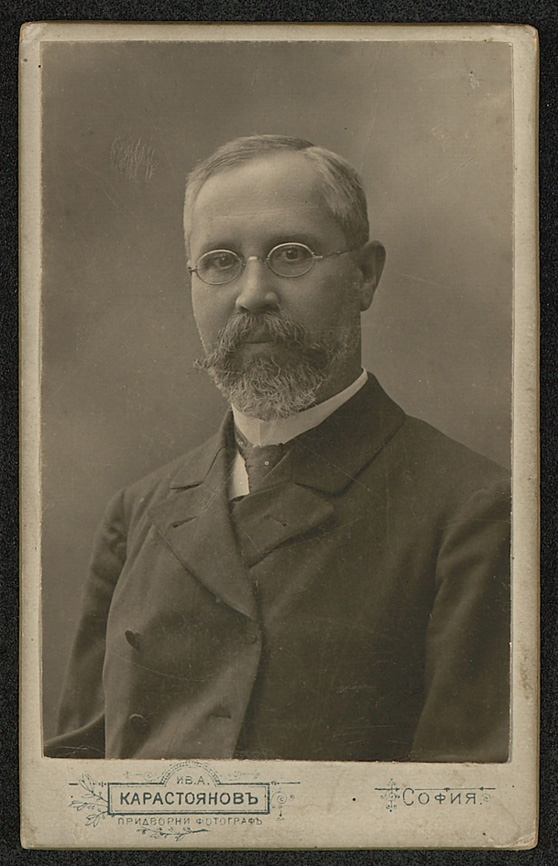
Alexandre Teodorov-Badan, premier recteur de l’université de Sofia.

Au cours de ses premières années d’existence, l’université ne comportait que trois facultés : faculté d’histoire et philologie (créée en 1888), faculté de mathématiques et de physique (créée en 1889) ainsi qu’une faculté de droit (créée en 1892). On y enseignait les matières suivantes : histoire, géographie, philologie slave, philosophie, pédagogie, mathématiques et physique, chimie, sciences naturelles et droit. Les premières femmes furent acceptées l’année de la transformation de l’établissement en université, en 1901. L’année suivante, le 25 novembre 1902 (8 décembre dans le calendrier grégorien), le jour de la Saint-Clément-d’Ohrid devint la fête officielle de l’université.

### Développement rapide
En 1907, le prince Ferdinand Ier de Bulgarie fut hué par les étudiants lors de l’inauguration du Théâtre national Ivan Vazov : ils considéraient que la place qui leur était réservée était insuffisante. À la suite de cet incident, l’université de Sofia fut fermée pendant 6 mois, et tous les enseignants furent licenciés. Une sévère répression frappa les fauteurs de trouble, qui provoqua des protestations d’universitaires étrangers. La crise ne fut résolue qu’en 1908, quand le gouvernement d’Aleksandăr Malinov arriva au pouvoir.
Une quatrième faculté fut ouverte en 1917, la faculté de médecine. La cinquième, la faculté d’agronomie, fut ouverte en 1921, la sixième (médecine vétérinaire) et la septième (théologie) en 1923.

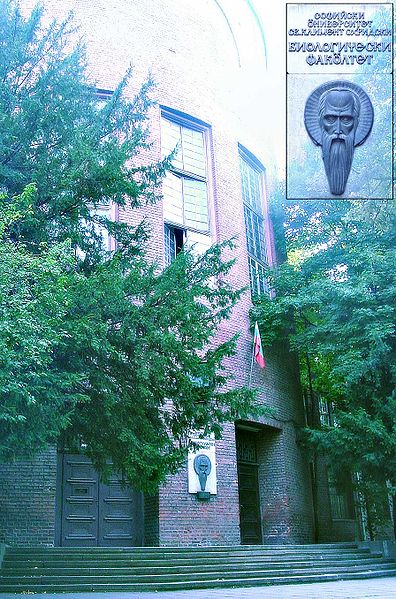
Façade de la faculté de biologie (construite dans l’entre deux-guerres avec le soutien de la fondation Rockefeller).

La première thèse de doctorat (en sciences naturelles) fut soutenue en 1929, et de nombreuses autres suivirent ensuite.

### Conscience démocratique de la nation

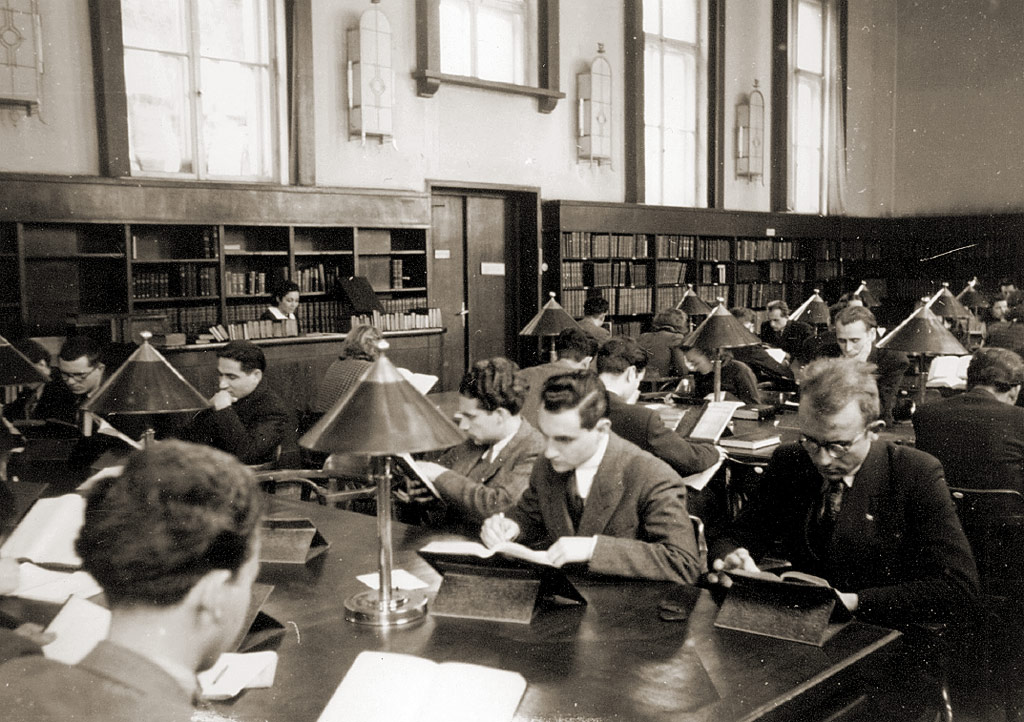
Étudiants dans les années 1930.

L’université fut un des rares espaces de liberté préservé dans le pays après l’instauration du régime dictatorial de Kimon Georgiev en 1934, l’unique institution à conserver des instances élues. Le nouveau gouvernement s’employa à réduire le nombre d’étudiants et pratiqua des coupes claires dans le budget de l’établissement. La fin du régime Georgiev et l’instauration de la « dictature royale » de Boris III en janvier 1935 n’améliora pas la situation économique et politique de l’université, qui, malgré la résistance de ses responsables, fut privée d’une grande partie de son autonomie.
Le déclenchement de la Seconde Guerre mondiale eut pour conséquence une importante restriction des contacts internationaux des enseignants et chercheurs de l’université, sauf avec la Yougoslavie voisine (avant 1941), les pays de l’Axe et les pays neutres, en particulier la Suisse. Au printemps 1943, les enseignants et étudiants participèrent activement au mouvement de sauvetage des juifs bulgares. Les bombardements anglo-américains de l’hiver 1943-1944 conduisirent à une paralysie presque totale de l’établissement. Au début de 1944, les facultés avaient été déplacées en divers endroits du pays, et l’activité d’enseignement était pratiquement arrêtée. Seule, l’activité éditoriale continuait à Sofia.
De 1944 à 1947, l’université dut s’adapter aux changements politiques en cours. Les responsables de l’université soutinrent la volonté du gouvernement provisoire de démocratiser l’accès à l’université, mais furent mis en difficulté par le manque de moyen de l’établissement pour réaliser ce but. En réalité, le Parti communiste bulgare commençait à infiltrer l’université, notamment par le biais des « étudiants privilégiés » qu’il envoyait s’inscrire, indépendamment de leur aptitude à l’enseignement supérieur. Des campagnes furent orchestrées contre les professeurs « chauvins » ou « fascistes », qui conduisirent à de premières purges. Le tribunal populaire de 1944 condamna plusieurs enseignants qui avaient joué un rôle politique pendant la guerre. Les contacts internationaux purent être renoués à partir de 1947, mais un tropisme soviétique fut clairement favorisé par les autorités politiques.

### Stalinisation
En 1947, après la signature du traité de paix avec les Alliés, l’Assemblée nationale adopta une loi réformant l’enseignement supérieur, à la suite de laquelle des mesures furent prises contre les « éléments réactionnaires actifs ». Le nombre de facultés passa de sept à dix. L’établissement fut de fait placé sous l’autorité de l’État, et ce qui restait de son autonomie, considéré comme obstacle à une université « au service du peuple », fut aboli.
L’université fut placée sous le contrôle du Comité pour la science, l’art et la culture, dont le premier président fut le stalinien Vălko Červenkov. Les activités « antinationales » furent interdites au sein de l’université. De nombreux étudiants furent exclus de l’établissement. Dans le même temps, le gouvernement communiste accorda de nombreuses bourses à des étudiants issus des milieux populaires et fit construire des logements étudiants (quartier de Studentski grad au pied des monts Vitocha). Le nombre d’étudiants augmenta rapidement, mais le taux d’échec également. À la suite de ces difficultés, un examen d’entrée fut institué, comprenant une épreuve de langue et littérature bulgares et une épreuve dépendant du type d’études souhaitées. La faiblesse des émoluments eut pour résultat un manque chronique d’enseignants qualifiés. De nombreux postes restèrent longtemps vacants. En 1948, une réforme barra l’accès à l’université aux « ennemis du peuple ». Le but était de créer une intelligentsia disciplinée, fidèle à la ligne du Parti. Le marxisme-léninisme fut introduit comme discipline obligatoire pour toutes les facultés à la rentrée universitaire 1948-1949. L’organisation du système universitaire du pays fut calquée sur celui de l’URSS.
De nouveaux établissement supérieurs furent fondés par autonomisation de facultés ou par fusion de celles-ci avec des établissements existants : ainsi, en 1950, la faculté de théologie fut séparée de l’université pour former l’Académie théologique de l’Église orthodoxe bulgare. La même année, la faculté de médecine fut intégrée à l’Académie de médecine (aujourd’hui Université médicale de Sofia) nouvellement créée. En 1952, la faculté d’économie, malgré l’avis négatif du Conseil académique, fut détachée et fusionna avec l’Institut supérieur d’économie Karl Marx, créé pour l’occasion par la transformation de l’École supérieure d’État de finances et d’administration (aujourd’hui Université d’économie nationale et mondiale de Sofia). Cependant, dans le même temps, des spécialités nouvelles furent proposées par les facultés restantes, par exemple le journalisme, afin de renforcer l’appareil de propagande du régime.
En 1952, une organisation universitaire unifiée du Parti communiste bulgare fut créée au sein de l’établissement, destinée à relayer les slogans du régime tant chez les enseignants que chez les étudiants. Conformément au modèle soviétique, les enseignants, censés servir la propagande du régime et essentiellement destinés à former de nouveaux collègues de l’enseignement primaire, secondaire et supérieur, furent invités à délaisser la recherche, qui devint le domaine presque exclusif de l’Académie bulgare des sciences. Cependant, des liens personnels étroits et de nombreux échanges scientifique mutuels avec l’Académie et des institutions étrangères empêchèrent l’université de sombrer totalement dans la médiocrité. En 1954, l’université aurait même dû être transformée en « école pédagogique intégrée au Ministère de l’éducation ». Ce projet fut empêché la communauté universitaire, qui craignait de perdre tout son prestige. L’université aurait également dû être débaptisée et abandonner la référence à saint Clément d’Ohrid, mais le projet fut également abandonné. À la fin de la période stalinienne, le mécontentement des enseignants et des étudiants face au piètre niveau scientifique et la lassitude face au poids de l’idéologie était patents.

### Changements de1956
Les changements politiques consécutifs à la déstalinisation en Union soviétique déçurent le monde académique bulgare. Cependant, l’université de Sofia put bénéficier d’une timide libéralisation, notamment par un certain renouveau des contacts avec l’Occident. L’université participa du scepticisme politique qui se développa dans l’intelligentsia du pays.
Les limitations politiques à l’admission d’étudiants ainsi que la mainmise de l’idéologie marxiste-léniniste devinrent la cible privilégiée d’étudiants et de professeurs qui se solidarisèrent avec l’insurrection de Budapest d’octobre 1956. On se mit à réclamer davantage d’autonomie pour l’établissement. Cependant, les responsables du Parti rappelèrent aux autorités universitaires leur obligation de fidélité vis-à-vis de l’État et à ses impératifs de formation de « propagandistes » au service du régime. Une nouvelle vague de répression fut organisée, qui conduisit à l’exclusion de nombreux étudiants. L’admission des « étudiants privilégiés » soutenus par les commissions du Parti continua.

### ÈreŽivkov
Alors que les artistes, intellectuels et chercheurs en sciences humaines et sociales continuèrent à se voir assigner des buts en conformité avec la politique du Parti, le nouvel homme fort du pays Todor Živkov relâcha la pression sur les scientifiques, en particulier ceux dont les recherches avaient des implications technologiques. Un « sain » patriotisme fut promu afin de contrebalancer l’internationalisme officiel, de plus en plus réduit à la solidarité envers l’Union soviétique. Parallèlement, les historiens se virent confier la mission d’étudier le « glorieux » passé de la Bulgarie. En 1962, la journée de célébration dédiée au patron de l’université, saint Clément d'Ohrid fut rétablie. Cette vague historico-patriotique culmina avec le 1300e anniversaire de la fondation de l’État bulgare en 1981, auquel les historiens de l’université saint Clément d’Ohrid prirent une part importante.
L’école archéologique bulgare put se développer dans les années 1960, tant à l’université de Sofia qu’à l’Académie bulgare des sciences, grâce à de grands noms internationalement reconnus comme les thracologues Hristo Milušev Danov et Aleksandăr Fol.
Une nouvelle loi sur l’enseignement supérieur fut adoptée en 1959, dont l’application conduisit à d’importants changements à l’université de Sofia. La réorganisation des programmes mit l’accent sur le lien entre théorie et pratique. Les stages dans l’industrie devinrent obligatoires, et une limitation du nombre d’heures d’enseignement assura aux étudiants davantage de temps libre. Des quotas d’étudiants issus des régions défavorisées et de la communauté musulmane, Bulgaro-Turcs et Pomaks, furent institués. Malgré le maintien de la mainmise idéologique et son corollaire, la lutte contre l’influence occidentale, les années 1960 virent une intensification des contacts internationaux, y compris avec l’Ouest. Dans les années 1960, l’université put ainsi retrouver le niveau scientifique qu’elle détenait avant la période stalinienne. De nouvelles spécialités destinées à « servir le socialisme » furent proposées par l’université. La structure des facultés fut modifiée : en 1962, une faculté de biologie autonome fut séparée de la faculté de biologie, géologie et géographie. La faculté de physique et mathématiques fut divisée l’année suivante en trois nouvelles facultés : mathématiques, physique et chimie. Un effort particulier d’équipement fut réalisé pour la faculté de physique, notamment par des dons en provenance d’Union soviétique. Le budget consacré à la recherche atteignit des niveaux jusqu’alors inégalés en Bulgarie.
En 1965, la faculté de philologie fut divisée en deux nouvelles facultés : la faculté de philologie slave, où se trouvait également le département de journalisme, et la faculté de philologie occidentale (aujourd’hui faculté de philologie classique et moderne, comportant un département de langue et littérature anglaise, française, italienne, espagnole, allemande, de langues classiques et de langues orientales (après l’abandon de la dénomination « philologie turque »).
La fin de l’ère Nikita Khrouchtchev et l’arrivée au pouvoir de Léonid Brejnev en URSS provoqua un débat entre « révisionnistes » et marxistes orthodoxes qui eut des répercussions dans l’université, notamment par le déclenchement de l’affaire Želju Želev. Le futur président de la République bulgare, alors doctorant du département de matérialisme dialectique de la faculté de philosophie et d’histoire, avait critiqué dans sa thèse de doctorat La définition philosophique de la matière et la science contemporaine la conception léniniste de la matière, la considérant comme idéaliste et non marxiste. Il fut pour cette raison exclu, avec d’autres personnalités, en 1965 du Parti et de l’université, malgré le plaidoyer en sa faveur de nombreux universitaires. Des mesures de mise au pas furent prises dans tous les établissements d’enseignement supérieur, dont l’introduction en 1966-1967 du « communisme scientifique », qui, avec la philosophie et l’économie politique, faisait partie du programme obligatoire de toutes les facultés, avec l’histoire du PCB. Dans les années 1960, le monde étudiant, inspiré par les mouvements occidentaux, était de moins en moins prêt à accepter le contrôle idéologique du régime, ce qui conduisit à une solidarité affirmée de certains étudiants avec le Printemps de Prague en 1968, qui fut cependant sévèrement réprimée.
En 1972, une loi mit en place neuf « centres unifiés » intégrant les facultés de l’université et les instituts correspondant de l’Académie bulgare des sciences, visant à rationaliser le potentiel scientifique du pays. L’université se vit retirer le droit d’accorder des titres universitaires au bénéfice des nouvelles structures. De nouveaux changements structurels furent décidés : en 1972, la faculté d’histoire et de philosophie donna naissance à une faculté d’histoire et à une faculté de philosophie, cette dernière étant avant tout dédiée au matérialisme dialectique et historique. Plus tard furent créées une faculté pédagogique et une faculté d’enseignement primaire et préscolaire. En 1974, une faculté de journalisme fut détachée de la faculté de philologie slave.

### Crise et transition démocratique
Au début des années 1980, la situation de l’université s’était améliorée : les contacts internationaux s’étaient généralisés avec le monde entier, la charge d’enseignement avait diminué, ce qui permettait aux enseignants de se consacrer davantage à la recherche. Mais le début de la perestroïka gorbatchévienne en Union soviétique envenima les relations d’une partie du monde universitaire avec le pouvoir, notamment au sujet de la politique d’assimilation forcée de la minorité turque (« processus de renaissance ») menée à la fin de l’ère Živkov, ou encore les retombées radioactives dues à la catastrophe de Tchernobyl ou les problèmes d’environnement dans la ville de Roussé. L’université de Sofia renoua avec son rôle de porte-parole des mécontentements. Le 100e anniversaire de l’université fut célébré en 1988 avec un relief tout particulier.
En 1987-1988, l’Institut antarctique bulgare de l’université organisa sa première expédition. Les Montagnes de l’université de Sofia sur l’île Alexandre Ier, la plus grande île de l’Antarctique, furent ainsi baptisées à l’occasion de l’année jubilaire 1988.
De nombreux enseignants et étudiants de l’université participèrent aux différentes organisations créées pendant la crise qui conduisit à la chute du régime, dont beaucoup, comme l’Union des forces démocratiques, furent d’ailleurs créées dans l’université même. La visite officielle du président français François Mitterrand en janvier 1989 et sa rencontre avec les étudiants contribua à la libération de la parole au sein de l’université.
Les recteurs qui se succédèrent après 1989 réclamèrent du gouvernement après la chute de Todor Živkov le retour dans la structure de l’université des facultés séparées pendant le régime communiste. Ils s’employèrent à restaurer l’unité de l’université historique face à la concurrence de plus en plus forte des autres établissements (beaucoup furent créés dans la période de transition, qui obtinrent, dans des conditions parfois douteuses, le titre d’université). Mais rien n’y fit : l’enseignement supérieur bulgare, jusque-là totalement contrôlé par l’État, se transforma à une vitesse record en marché, et l’université de Sofia n’échappa pas à cette évolution. Elle dut rapidement avoir recours au mécénat d’entreprise, qu’elle tenta notamment d’attirer par des associations d’anciens élèves.
Les étudiants réagirent par une grève, des manifestations et diverses occupations de locaux et de lieux publics à la victoire du Parti socialiste bulgare aux premières élections libres, en juin 1990 : le semestre d’hiver 1990-1991 se déroula dans une atmosphère très houleuse, et l’université continua à jouer son rôle de bastion de l’opposition anticommuniste.
Le gouvernement de l’Union des forces démocratiques élu en octobre 1991 initia une campagne d’épuration anticommuniste dont eurent à pâtir de nombreux enseignants. Les dernières manifestations d’ampleur nationale auxquelles étudiants et enseignants de l’université prirent un rôle actif furent les manifestations de l’hiver 1996-1997, au cours desquelles l’Assemblée nationale fut prise d’assaut.
Depuis la fin du communisme, la politique des différents recteurs de l’université vise à proposer le nombre le plus grand possible de spécialités, malgré le sous-financement chronique dont souffre l’établissement. Ils s’employèrent également à développer les relations internationales de l’établissement. En 2009, près de 200 accords bilatéraux de coopération existent avec des établissements supérieurs du monde entier, dont 18 établissements français. Elle a adhéré à l’Association des universités européennes, à l’Alliance des universités pour la démocratie ainsi qu’à l’Agence universitaire de la Francophonie. En revanche, elle a cessé, pour des raisons financières, d’être membre de l’Association internationale des universités.

## Patrimoine architectural

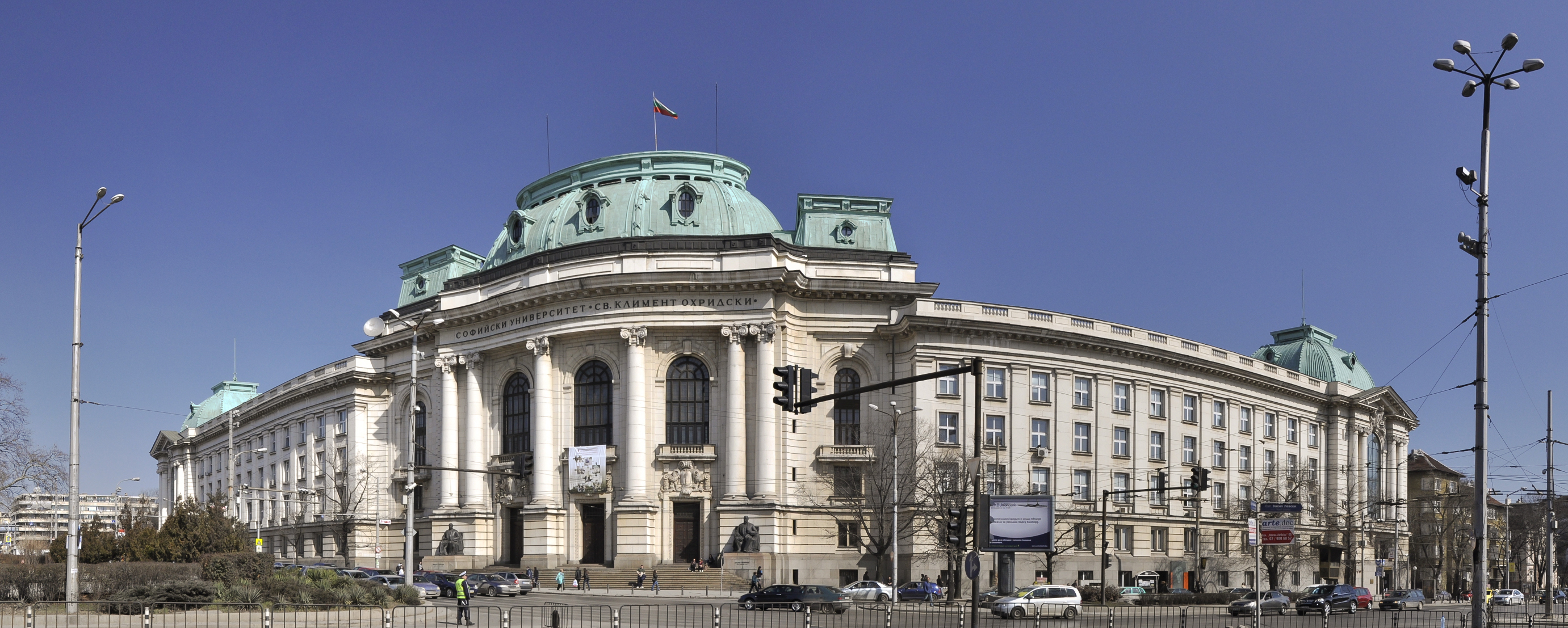
Le rectorat.

### Bâtiment du rectorat

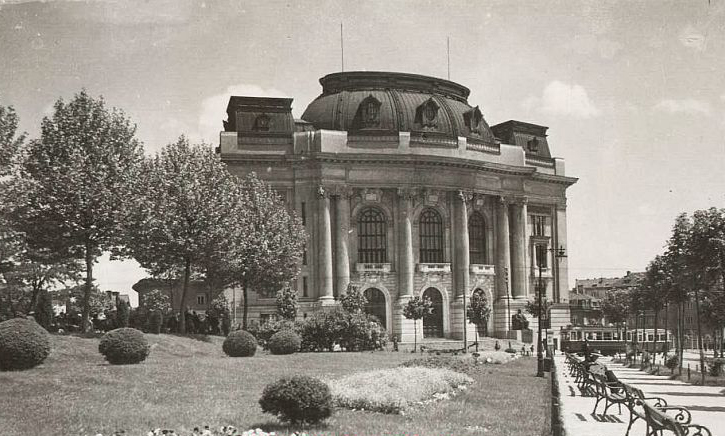
Le rectorat vers 1935.

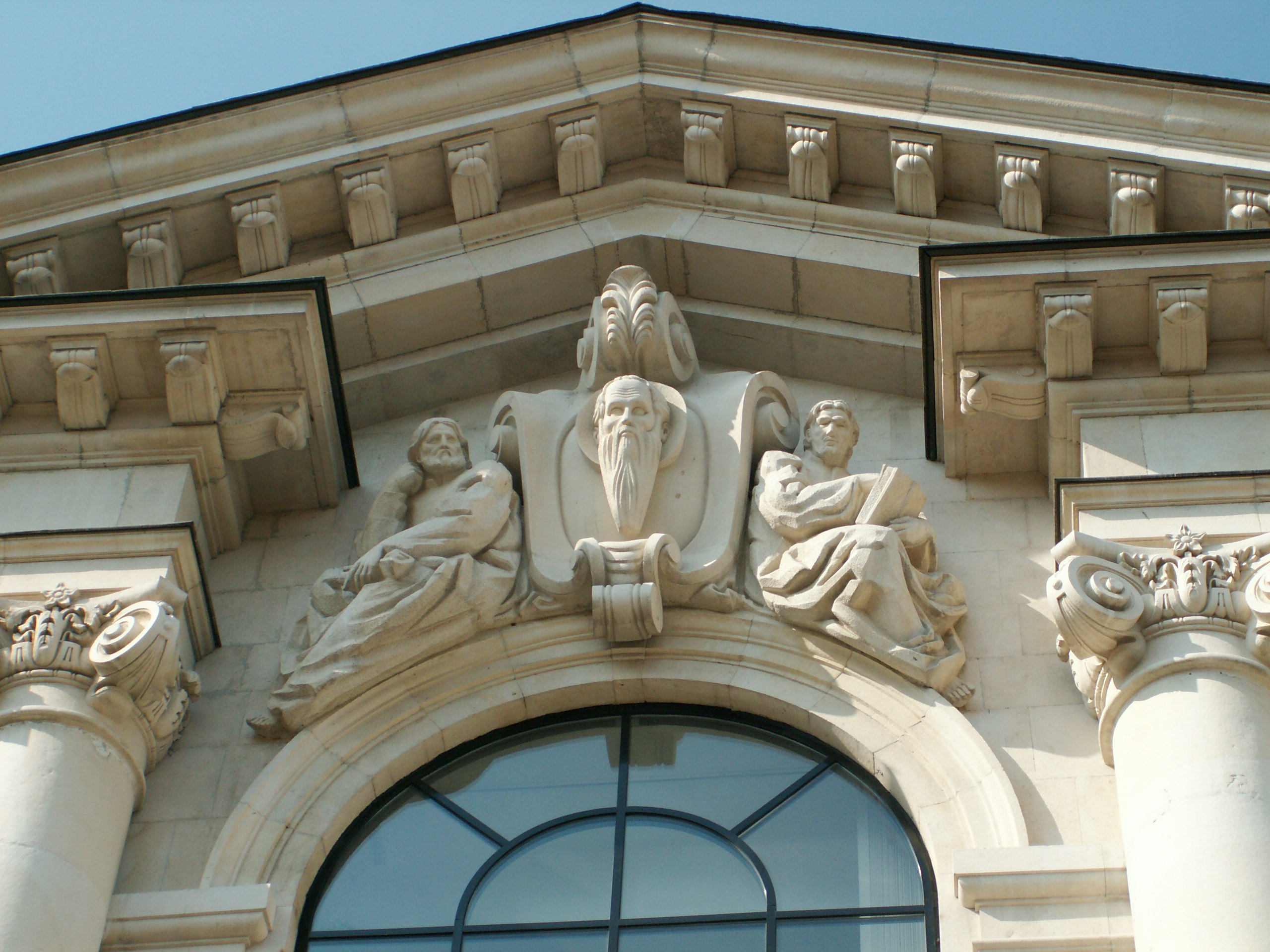
Fronton de l'aile Nord du rectorat.

En 1906, un appel d’offres fut lancé en vue de la construction d’un bâtiment universitaire. Il fut remporté par le projet de l’architecte français Jean Bréasson. Le projet prévoyait une dizaine de bâtiments situés à l’emplacement de l’actuel rectorat, mais aussi sur celui de l’ancien manège royal (où se trouve aujourd’hui Bibliothèque nationale saints Cyrille et Méthode), ainsi que sur l’emplacement de l’actuel Jardin des docteurs. Cependant, le projet se révéla vite excessivement ambitieux et ne put être réalisé avant le déclenchement de la Première Guerre mondiale. Les conséquences économiques de la guerre étant catastrophiques pour la Bulgarie, le projet fut arrêté. En 1920, l’architecte Jordan Milanov fut chargé de remanier le projet dans un sens restrictif, en ne conservant qu’un seul bâtiment. Les travaux commencèrent en 1924 sous la direction de Milanov. La même année, Jean Bréasson entama une procédure judiciaire pour atteinte au droit d’auteur, qu’il gagna l’année suivante. Le cabinet de Milanov fut obligé de lui verser près de 130 millions de francs-or de dommages-intérêts. La construction continua cependant, malgré le décès de Milanov en 1932. Le bâtiment fut inauguré le 16 décembre 1934. Deux statues de bronze représentant les deux premiers donateurs de l’université, les frères Hristo et Evlogij Georgiev, œuvres du sculpteur Kiril Šivarov, furent placées devant la façade principale. La décoration du bâtiment est due aux sculpteurs Mihajlo Paraščuk, Ljuben Dimitrov et Liubomir Dalčev.
En 1940 débutèrent des travaux d'extension, au cours desquels deux nouvelles ailes furent ajoutées au bâtiment. Ils furent confiés à l’architecte Ljuben Konstantinov. La Seconde Guerre mondiale ralentit les travaux. Ils ne reprirent que dans les années 1950. L’aile nord ne fut achevée qu’en 1985.

### Bâtiment de la bibliothèque universitaire
Sa construction commença pendant les travaux du rectorat, vers le milieu de l’année 1930. Le bâtiment a été conçu par les architectes Ivan Vasiljov et Dimităr Polov. Le bâtiment de la bibliothèque fut achevé en même temps que celui du rectorat et inauguré le même jour que celui-ci.

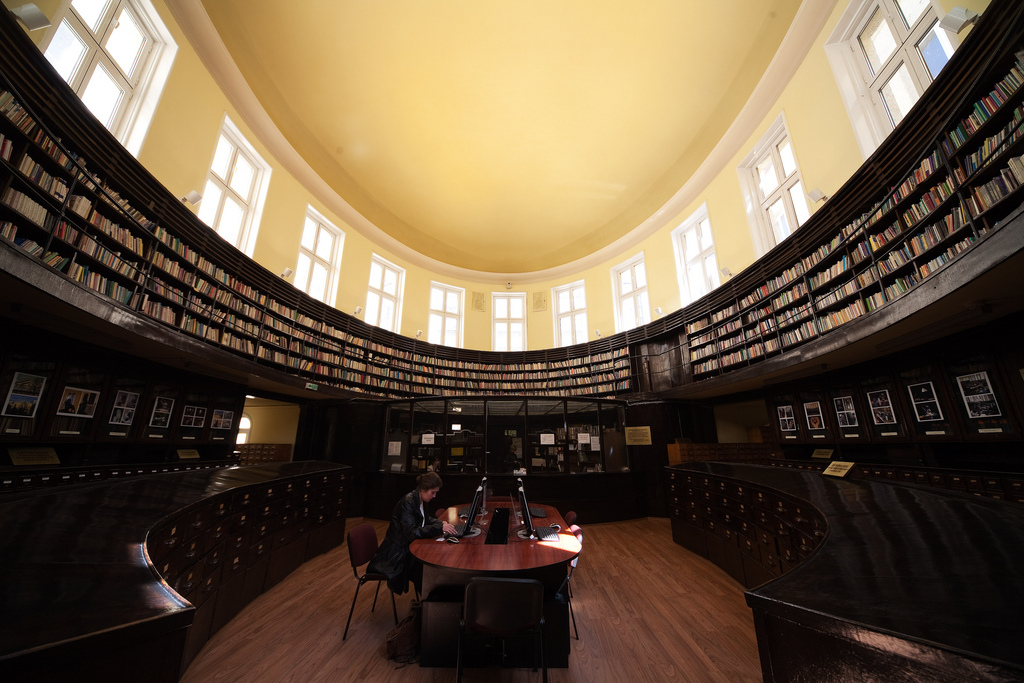
La bibliothèque.

## Personnalités liées à l'université

### Recteurs
L’actuel recteur est Ivan Iltchev (en) (historien, élu en 2007). Parmi les anciens recteurs de l'université, on compte notamment le linguiste Benio Tsonev (année 1910-1911), le juriste et futur chef du gouvernement bulgare Alexandre Tsankov (année 1919-1920), l'archéologue et futur chef du gouvernement Bogdan Filov (année 1931-1932), le physicien Georgi Manev (année 1936-1937) ou encore le physicien Georgi Nadjakov (1947-1951).

## Implantations et composantes
L’université de Sofia Saint-Clément-d’Ohrid était composée en 2009 de 16 facultés et de 3 départements implantés sur 8 sites principaux (en bulgare бази, bazi, « bases »).

### Facultés

#### Site 1: Lozenec

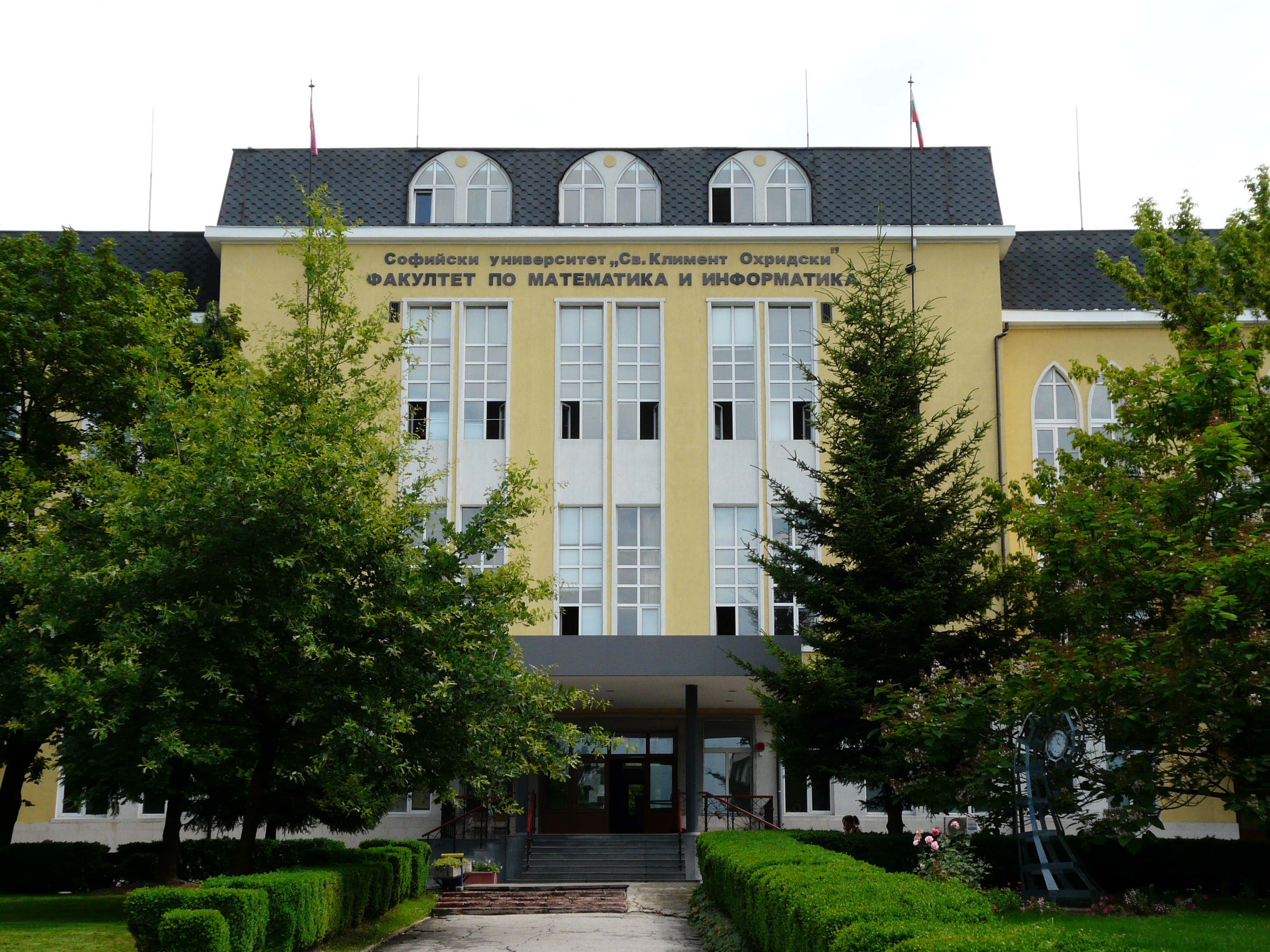
La faculté de mathématiques et informatique.

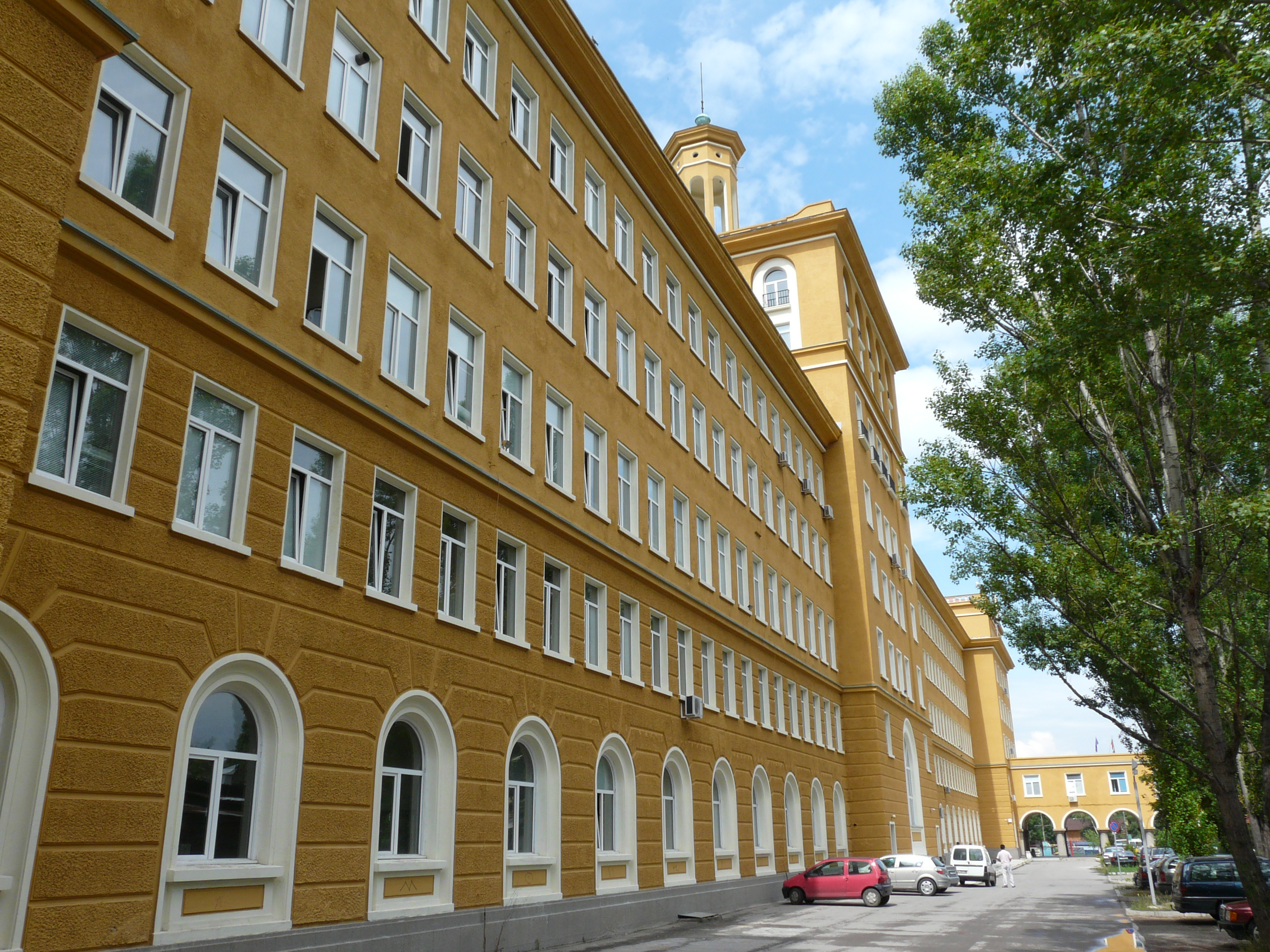
La faculté de chimie.

Trois facultés sont hébergées aux nos  1 et 5 du boulevard James Bourchier, dans le quartier de Lozenec :
- (bg) Faculté de chimie[17]. Elle propose des diplômes dans les spécialités suivantes : chimie, chimie et physique, chimie et informatique, chimie de l'environnement, chimie nucléaire, ingénierie chimique, nouveaux matériaux.
- (bg + en) Faculté de physique[18]. Elle propose des diplômes dans les spécialités suivantes : physique, génie physique, technique nucléaire et énergie nucléaire, physique et mathématiques, astrophysique, météorologie et géophysique, physique et informatique, physique médicale, physique électronique et communication.
- (bg) Faculté de mathématiques et informatique[19],[20]. Elle propose des diplômes dans les spécialités suivantes : mathématiques, informatique, mathématique appliquée, mathématique et informatique, génie informatique, technologies de l'information, statistique.

#### Site 2: rectorat
7 facultés sont installées au no 15 du boulevard Car Osvoboditel, dans le bâtiment du rectorat :
- Faculté de philologie classique et moderne[21]. Elle propose des diplômes dans les spécialités suivantes : philologie classique, philologie anglaise, philologie allemande, philologie française, philologie italienne, philologie espagnole, philologie portugaise, études scandinaves, philologie hongroise, philologie roumaine, études japonaises, sinologie, études coréennes, études iraniennes, indologie, turcologie, études arabes, philologie du grec moderne, études arméniennes et études caucasiennes.
- Faculté de pédagogie[22]. Elle propose des diplômes dans les spécialités suivantes : pédagogie, travail social, enseignement informel.
- Faculté d’histoire[23]. Elle propose des diplômes dans les spécialités suivantes : histoire, archéologie, ethnologie, histoire et géographie, archives et documentation, passé et présent de l'Europe du sud-est.
- Faculté de géologie et de géographie[24]. Elle propose des diplômes dans les spécialités suivantes : géographie, géologie, tourisme, développement régional et politique.
- Faculté de philosophie[25] (une partie seulement de la faculté se trouve à cet endroit : la faculté est également implantée sur le site du kilomètre 4). Elle propose des diplômes dans les spécialités suivantes : philosophie, psychologie, sociologie, sciences politiques, sciences culturelles, bibliothéconomie et sciences de l'information.
- Faculté de philologie slave[26]. Elle propose des diplômes dans les spécialités suivantes : philologie bulgare, philologie slave, philologie russe, études balkaniques.
- Faculté de droit[27],[28]. Elle propose des diplômes dans les spécialités suivantes : droit, relations internationales.

#### Site 3: kilomètre 4
2 facultés sont implantées au no 125 de Carigradsko šose :
- Faculté de philosophie (enseignements de spécialisation seulement)
- Faculté d’économie et de gestion[29],[30]. La faculté comporte une filière francophone d'économie et de gestion proposant un master de management financier de l'université Bordeaux IV (depuis la rentrée 2007) et une licence de sciences économiques et de gestion de l'université Lille I (depuis la rentrée 2009). Elle propose des diplômes dans les spécialités suivantes : économie, gestion.

#### Site 4: rue Moskovska

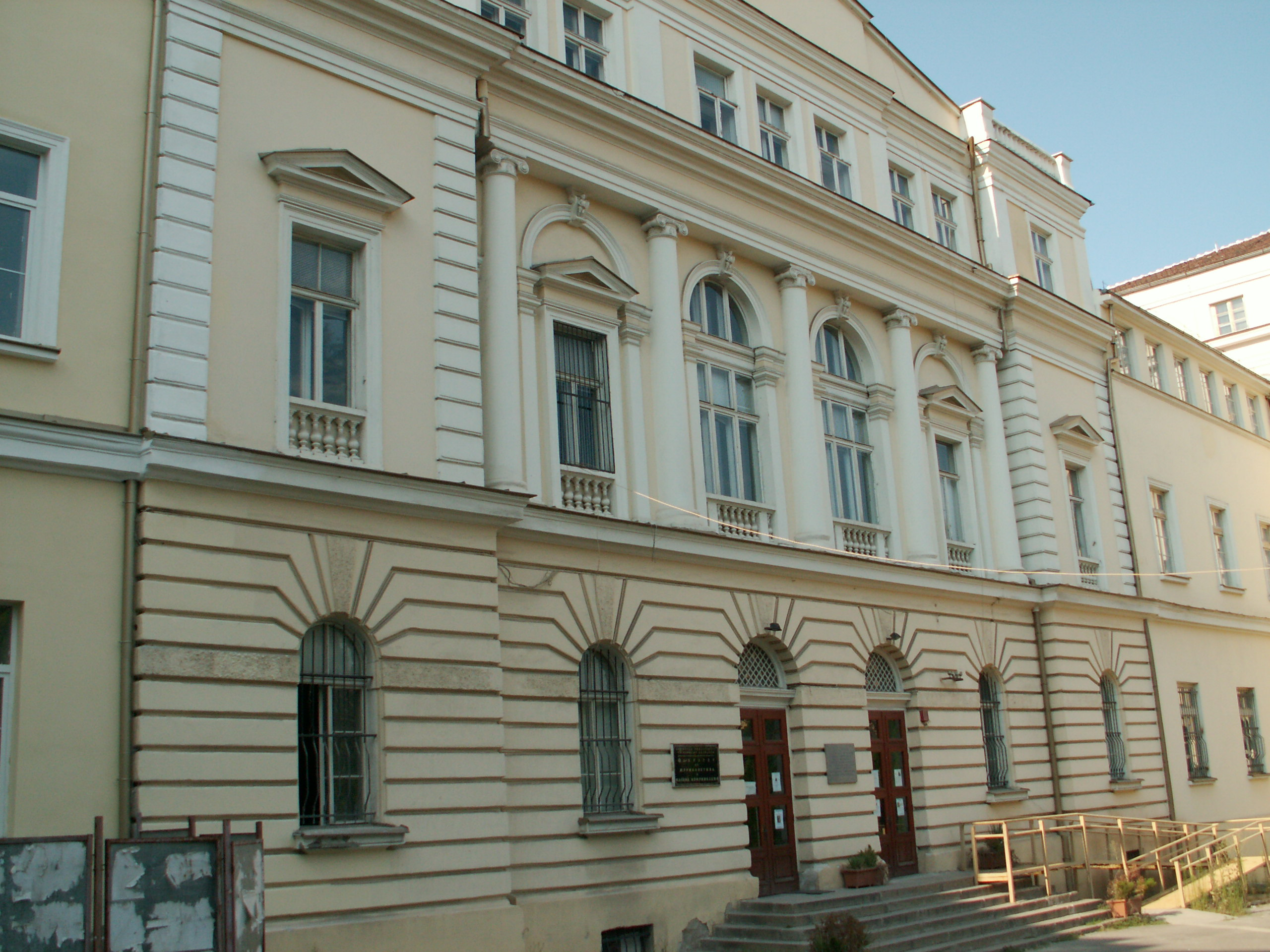
Bâtiment de la faculté de journalisme et de communication de masse, le plus ancien de l'université.

Au no 49 de la rue Moskovska se trouve la
- Faculté de journalisme et de communication de masse[31],[32]. Elle propose des diplômes dans les spécialités suivantes : journalisme, relations publiques, édition.

#### Site 5: boulevard Dragan Cankov
Au no 8 du boulevard Dragan Cankov se trouve la
- Faculté de biologie[33],[34]. Elle propose des diplômes dans les spécialités suivantes : biologie, écologie et protection de l'environnement, biologie moléculaire, biotechnologies, biochimie, biogéographie, biomanagement et développement durable. Elle abrite également deux structures de recherche : l'Agrobioinstitut[35] et le Centre génomique commun[36].

#### Site 6: rue Šipčenski prohod
Au no 69A de la rue Šipčenski prohod se trouve la
- Faculté de pédagogie préscolaire et primaire[37],[38]. Elle propose des diplômes dans les spécialités suivantes : pédagogie préscolaire et primaire, pédagogie préscolaire et langues étrangères, pédagogie primaire et langues étrangères, pédagogie sociale, pédagogie spécialisée, orthophonie, pédagogie des arts plastiques, pédagogie musicale, pédagogie de la communication de masse et de la communication artistique, réhabilitation médicale et ergothérapie, éducation physique et sport.

#### Site 7: place Sveta Nedelja

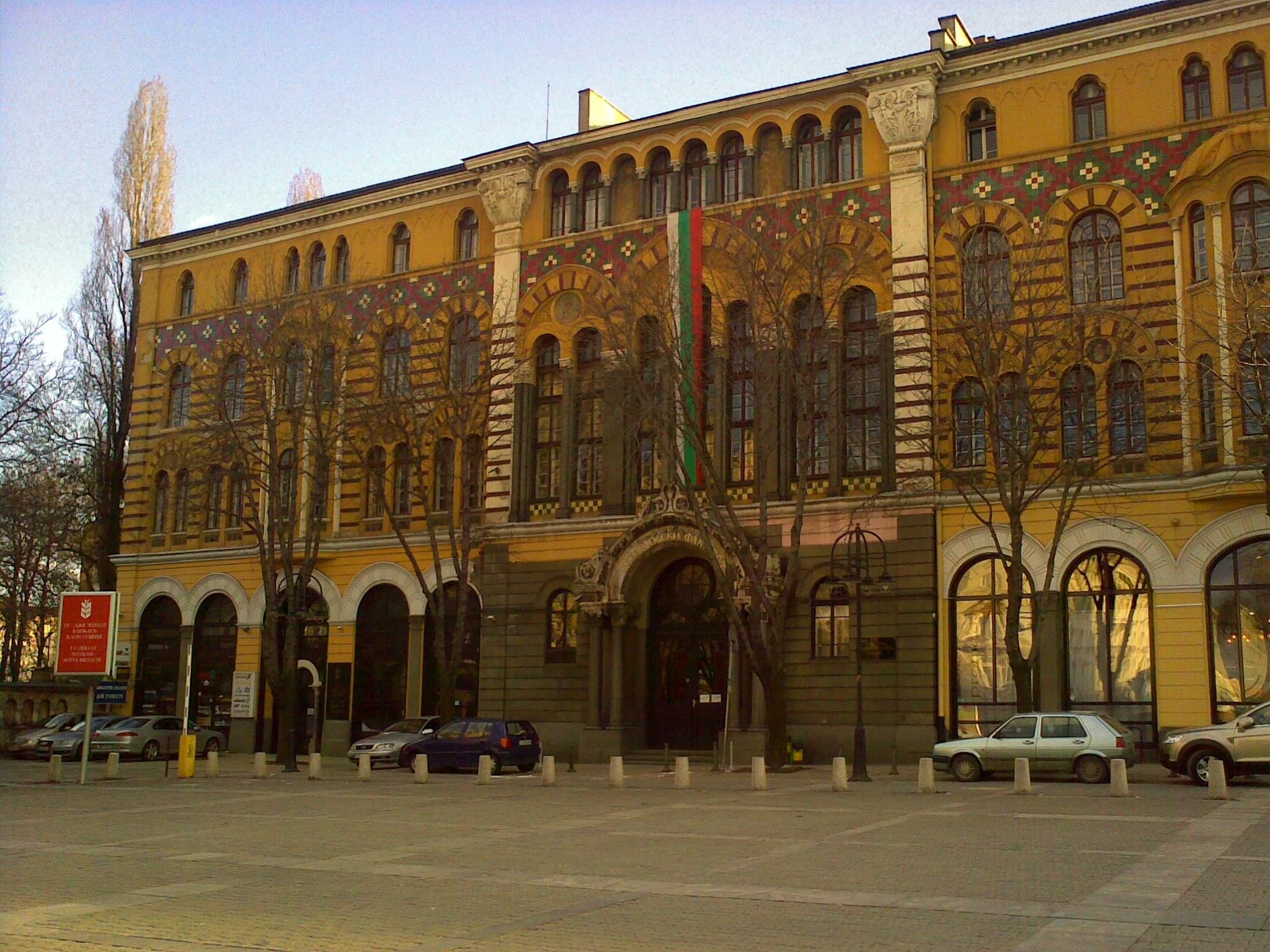
Faculté de théologie, sur la place Sveta Nedelja.

Sur la place Sveta Nedelja (Sainte-Dominique) se trouve la
- Faculté de théologie[39],[40]. Elle propose un diplôme dans la spécialité théologie.

#### Site 8: rue Kozjak
Au no 69 de la rue Kozjak se trouve l’hôpital universitaire de Lozenec, qui abrite la
- Faculté de médecine[42] rouverte en 2007-2008, après avoir été supprimée en 1950, lors de la création de l’université médicale de Sofia[43]. Elle propose un diplôme dans la spécialité médecine.

### Départements
- Département de formation linguistique[44] (Департамент за езиково обучение, ДЕО/Departament za ezikovo obučenie, DEO) : fondé en 1963 comme institution succédant à l’Institut des étudiants étrangers (Институт за чуждестранни студенти, ИЧС/Institut za čuždestrani studenti, IČS), nom sous lequel l’institution est encore généralement désignée aujourd’hui.
- Département d’information et de formation continue des enseignants[45] (Департамент за информация и усъвършенстване на учители, ДИУУ/Departament za informacija i usăvăršenstvane na učiteli, DIUU) : fondé en 1953[46].
- Département de sport[47] (Департамент по спорт/Departament po sport) : son siège se trouve dans le bâtiment du rectorat[48]. Il utilise 6 bases sportives qui lui appartiennent et en loue 3 autres[49].

### Autres structures

#### Unités autonomes
- Bibliothèque universitaire[50] (Университетска Библиотека/Universitetska Biblioteka) : la BU se trouve dans le bâtiment du rectorat.
- Éditions universitaires Saint-Clément-d’Ohrid[51] (Университетско издателство “Свети Климент Охридски”/Universitetsko Izdatelstvo “Sveti Kliment Ohridski”.
- Centre de calcul de l’université[52] : fondé en 1972, situé dans la faculté de mathématiques.

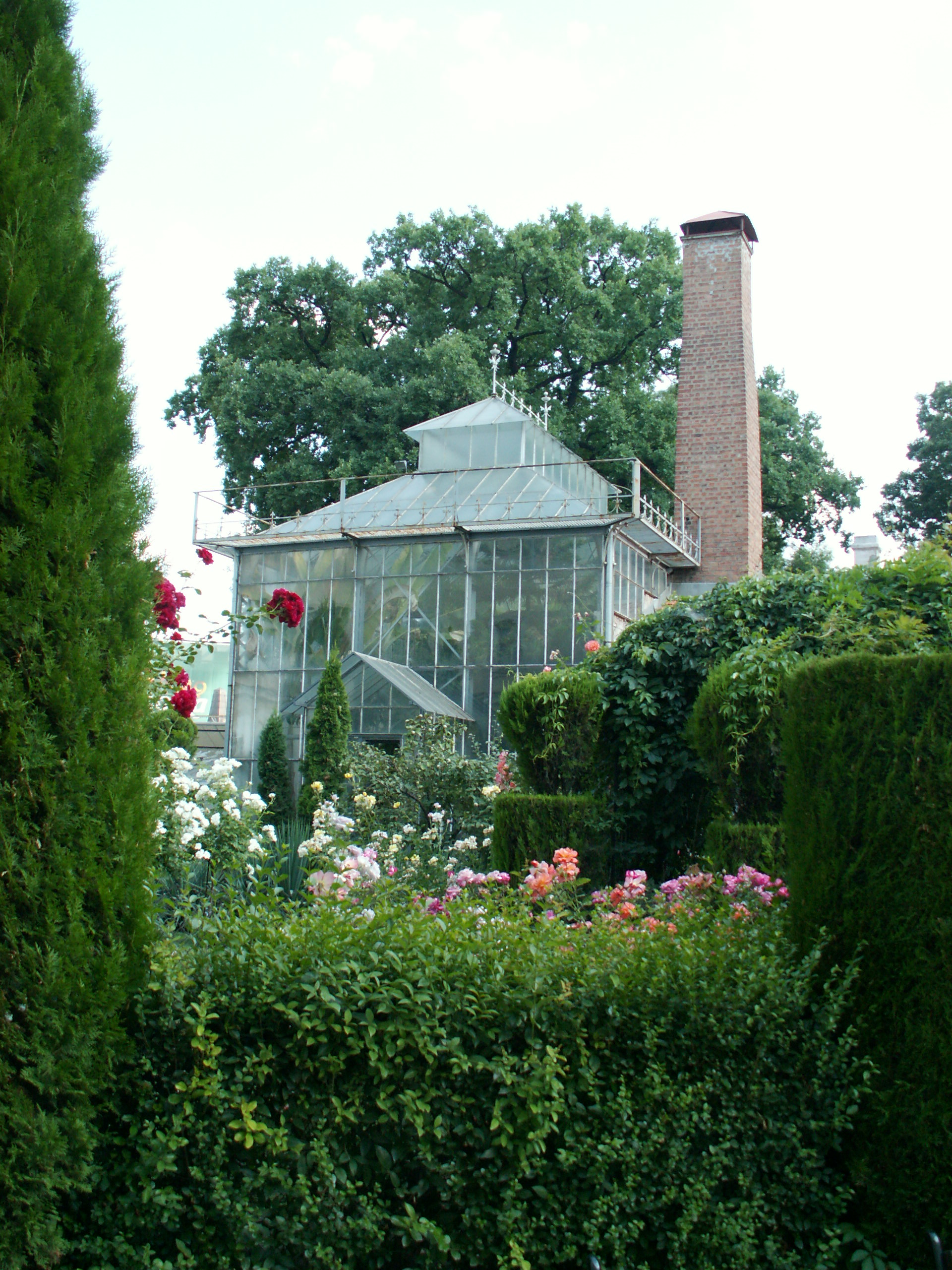
Serre du jardin botanique de l'université à Sofia.

- Jardins botaniques de l’université[53] : l’université gère trois jardins botaniques en Bulgarie, à Sofia (rue Moskovska 49, au centre de la ville), à Balčik (jardins du château de la reine Marie de Roumanie) et à Varna (Sveti Konstantin i Elena).
- Service des œuvres sociales[54] (Поделение “Социално-битово обслужване”/Podelenie “Socialno-bitovo obslužvane”) : situé dans le quartier de Studentski grad (cité universitaire).
- Département de recherche scientifique[55] (Научноизследователски сектор/Naučnoizsledvatelski sektor) : fondée en 1973, cette structure est chargée d’organiser et superviser la recherche à l’université[56].

#### Centres
- Centre d’études slavo-byzantines Professeur Ivan Dujčev[57] (Център за славяно-византийски проучвания „Проф. Иван Дуйчев“/Centăr za slavjano-vizantijski proučvanija „Prof. Ivan Dujčev“).
- ZEDES-Germanicum[58] (Zentrum für Deutschland- und Europastudien, Център за германски и европейски изследвания/Centăr za germanski i evropejski izsledvanija, Centre d’études germaniques et européennes : soutenu par le DAAD et l’université technique de Dresde, il propose un master codiplômé d'études allemandes avec des cours d’économie, droit, politologie, culture et médias. Les étudiants se spécialisent dans l’une de ces disciplines en troisième semestre.
- Centre de langues et cultures orientales[59] (Център за източни езици и култури/Centăr za iztočni ezici i kulturi).
- Centre d’études coréennes[60] (Център по кореистика/Centăr po koreistika).
- Centre de services de formation[61] (Център за образователни услуги, ЦОУ/Centăr za obrazovatelni uslugi, COU) : centre de formation continue de l’université. Propose notamment des certifications Pearson Vue[62].
- Centre des technologies de la société de l’information[63] (Център на технологии на информационното общество/Centăr na tehnologii na informacionnoto obštestvo, Centre of Information Society Technologies).
- Centre des programmes-cadres de recherche scientifique (Център за рамкови научноизследователски програми/Centăr za ramkovo naučnoizsledobatelski programi)[64].
- Centre d’orientation professionnelle[65] (Център за професионална ориентация/Centăr za profesionalna orientacija).

#### Divers
- Institut antarctique bulgare[66] (Български антарктически институт/Bălgarski antarktičeski institut).
- Centre d’études des médias de l’Europe du Sud-Est[67] (Югоизточноевропейски медиен център/Jugoiztočnoevropeiski medien centăr).
- Centre de Gender studies[68] (Център по социални изследвания на пола/Centăr po socialni izsledvanija na pola).
- Association des boursiers de la Fondation Sasakawa/Fondation Tokyo[69] (Сдружение на стипендиантите на САСАКАВА в България/Sdruženie na stipendiantite na Sasakawa v Bǎlgarija) : association des anciens du programme de bourse SYLFF (Sasakawa Young Leaders Fellowship Fund) de la Fondation Sasakawa (aujourd’hui géré par la Fondation Tokyo).
- Académie régionale CISCO auprès de l’université de Sofia[70] (Регионална Cisco академия в СУ/Regionalna Cisco Akademija v SU).

#### Médias
La faculté de journalisme et de communication de masse gère deux médias audiovisuels qui permettent à ses étudiants d’exercer leurs talents :
- Radio Alma Mater[71] : créée en 1993, cette radio étudiante partage avec le programme Classic FM une fréquence dans la région de Sofia (88,00 FM)[72].
- Télévision Alma Mater[73],[74].

#### Théâtre
- Théâtre-laboratoire @lma @lter[75] (Театър-лаборатория “@лма @лтер”)[76].

#### Musées
L’université de Sofia possède trois musées :
- Musée de l’université de Sofia Saint-Clément-d’Ohrid[77] (Музей на Софийски университет Св. Климент Охридски/Muzej na Sofijski universitet Sv. Kliment Ohridski, situé dans le bâtiment du rectorat).
- Musée de paléontologie et de géologie historique (Музей по палеонтология и исторична геология/Muzej po paleontologija i istorična geologija)[78].
- Musée de minéralogie, de pétrologie et de ressources minières extractibles (Mузей по минералогия, петрология и полезни изкопаеми/Muzej po mineralogija, petrologija i polezni izkopaemi) [79].